# Reggie Jackson (beisebolista)
Reginald Martinez "Reggie" Jackson (nascido em 18 de maio de 1946) é um ex-jogador profissional de beisebol que atuou como campista direito que jogou 21 temporadas pelo Kansas City / Oakland Athletics, Baltimore Orioles, New York Yankees e   California Angels da Major League Baseball (MLB). Jackson entrou para o National Baseball Hall of Fame em 1993.
Jackson foi apelidado de "Mr. October" por suas rebatidas determinantes na pós-temporada com o Athletics e o Yankees. Jackson ajudou o Oakland com cinco títulos consecutivos na divisão Oeste da Liga Americana, três títulos consecutivos da Liga Americana e duas World Series consecutivas (não jogou a World Series de 1972 devido à contusão), de 1971 até 1975.  Jackson ajudou o New York Yankees com quatro títulos da divisão Oeste da Liga Americana, três títulos da Liga Americana e duas World Series consecutivas, de 1977 até 1981. Também ajudou o California Angels vencer a divisão Oeste da Liga Americana em 1982 e 1986.  Jackson rebateu três home runs consecutivos no Yankee Stadium na decisão do jogo 6 da World Series de 1977.
Jackson rebateu 563 home runs na carreira e foi convocado para o All-Star Game pela Liga Americana em 14 ocasiões. Venceu o prêmio Silver Slugger Award e o  título de MVP em 1973,, duas vezes foi o MVP da World Series e ganhou um Babe Ruth Award em 1977. O Yankees e o Athletics aposentaram os números de seu uniforme em 1993 e 2004. Jackson atualmente atua como conselheiro especial do Yankees.